# アントニオ・カニョーニ

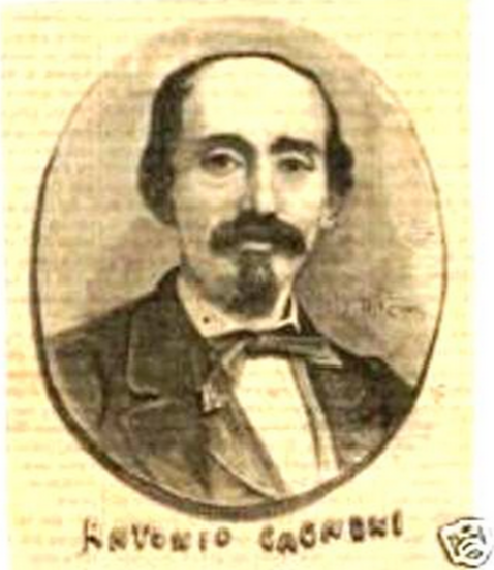
アントニオ・カニョーニ

アントニオ・カニョーニ（Antonio Cagnoni、1828年2月8日 - 1896年4月30日）は、イタリア、ロンバルディア州、ゴディアスコ出身の作曲家。
1896年4月30日にロンバルディア州、ベルガモで没する。

## 作品
- Don Bucefalo（1847年）
- Il testamento di Figaro（1848年）
- Amori e Trappole（1850年）
- La fioraia（1853年）
- Michele Perrin（1864年）
- Claudia（1866年）
- Il duca di Tapigliana（1874年）
- I duc Savoiardi
- Giralda
- Papa martin